# Кришнадеварайя Тулува
Кришнадеварая Тулува (17 января 1471 — 1529, Хампи) — правитель (носил титул «махараджахираджа» — царь царей) Виджаянагарской империи с 1509 года, писатель, покровитель искусств и литературы.

## Биография
Происходил из династии Тулува. Сын фактического правителя Нарасанаяки Тулувы, жившего на закате династии Салува. Вероятно, отличился ещё при своём сводном брата Вире Нарасимхе, после смерти которого в 1509 году занял трон империи.
Сначала Кришнадеварайя подавил сопротивление феодалов в Майсуре. Затем он развернул свои войска против Биджапура и Бахмани, а также фактически независимого правителя Кули Кутб-шаха. В результате в течение 1509 года виджаянагарцам удалось победить всех врагов и захватить важную долину Райчур. Кришнадеварайя захватил стратегические важные города Гулбаргу и Бидар, представлявшие собой остатки Бахманидского государства. Султан Махмуд-аш стал вассалом Виджаянагара.
Одновременно был заключён союз с Португалией против Биджапурского султаната. По причине наступления Кришнадеварайи на суше биджапурцы не смогли помешать португальцам захватить и удержать город Гоа.
В течение 1510—1518 годов махараджахираджа воевал против династии Гуджапати, правившей в Ориссе, а также против её союзников. Войска Кришнадеварайм пересекли реку Годавари и ворвались в саму Уткалу (Ориссу). Был покорен юг Индостана, а границы продвинулись к реке Кришна. Мир между Виджаянагаром и Ориссой было подкреплён женитьбой Кришнадеварайи на Аннапурнадеви Гуджапати. В это время султан Голконды Кули Кутб-шах попытался отвоевать земли Виджаянагара в долине Кришны, однако потерпел неудачу. После этих побед Кришнадеварайя принял титул Кришнарау Макакау (царь царей, обладатель трёх морей и земель).
В 1520 году началась новая война между Биджапуром и Виджаянагарской империей. 19 мая того же года Кришнадеварайя нанёс сокрушительное поражение султану Исмаилу Адил-шаху в битве при Райчуре, а впоследствии уничтожил большой город Гульбаргу.
В 1524 году Кришнадеварайя назначил соправителем и наследником своего сына Тирумаларайю, однако последний в том же году был отравлен сановниками. После этого двор махараджахираджи погрузился в дворцовые интриги, однако на период своего правления Кришнадеварайе удалось их прекратить. В 1529 году он внезапно умер.
Кришнадеварайя покровительствовал искусствам и литературы. При его дворе жили многочисленные поэты, писавшие на языках каннада, телугу, санскрите, тамильском. Сам он был автором работ на санскрите — «Мадалаша Чарити», «Сатьяваду Паринайя и Расаманджари», «Джамбавати Кальяная».